# Adolfo Grassi
Adolfo Grassi (Reggio Emilia, 1921 – Colombaia di Secchia, 29 ottobre 1944) è stato un partigiano italiano, medaglia d'oro al valor militare alla memoria.

## Biografia
Comandante di un distaccamento partigiano cadde, con alcuni suoi uomini, in un'imboscata tesagli a un passaggio del Secchia. Come ricorda la motivazione della medaglia d'oro al valor militare, conferitagli postuma nel 1970, si rese protagonista di numerosi atti di sabotaggio nei confronti dei nazifascisti. Al termine di uno di questi, rientrando alla base dopo aver sottratto rifornimenti al nemico, venne attaccato e ucciso.
Con Adolfo Grassi cadde anche il partigiano Angelo Araldi. Poco più tardi, dopo essere stati catturati, i partigiani Alcide Beggi e Walter Borelli sarebbero stati fucilati a Ciano d'Enza.